# Dafnis (mjesec)
Dafnis (grčki Δαφνίς; također Saturn XXXV.) je prirodni satelit planeta Saturn, iz grupe unutarnjih pravilnih satelita.

## Ime
Dafnis je ime dobio po Dafnisu, pastiru iz grčke mitologije. Dafnis je bio Hermesov sin i brat Pana, po kojem je nazvan jedan drugi Saturnov satelit.

## Otkriće
Dafnis je otkriven 6. svibnja 2005., pomoću fotografije letjelice Cassini.  